# Cerradomys marinhus
Cerradomys marinhus är en gnagare som lever i en liten region nordöst om Brasilia i Brasilien.
Individerna är med en kroppslängd (huvud och bål) av 154 till 179 mm, en svanlängd av 198 till 212 mm och med cirka 40 mm långa bakfötter stora gnagare. Pälsen har på ovansidan en spräcklig ljusbrun till orangebrun färg och undersidans päls är ljusgrå till ljusbrun med gula nyanser. Arten är närmast släkt med  Cerradomys maracajuensis.
Arten vistas i låglandet och i kulliga områden upp till 775 meter över havet. Individer hittades i lövfällande skogar och på gräsmarker som tidvis översvämmas. Antagligen sker fortplantningen under hela året. Honor föder två till fyra ungar per kull.
Beståndet hotas av landskapets omvandling till jordbruksmark och av intensivt bruk av betesmarker. I lämpliga regioner är arten fortfarande vanligt förekommande. IUCN listar Cerradomys marinhus som livskraftig (LC).